# ألبرت فلايشمان
ألبرت فلايشمان (بالألمانية: Albert Fleischmann)‏ هو عالم حيوانات ألماني، ولد في 28 يونيو 1862 في نورنبرغ في ألمانيا، وتوفي في 19 نوفمبر 1942 في إرلنغن في ألمانيا.